# Leiophron orthotyli
Leiophron orthotyli är en stekelart som beskrevs av Richards 1967. Leiophron orthotyli ingår i släktet Leiophron och familjen bracksteklar. Inga underarter finns listade i Catalogue of Life.